# Chiniquodon
Chiniquodon es un género extinto de sinápsidos carnívoros de la familia Chiniquodontidae, que vivieron durante Triásico Superior en América del Sur. Estos animales tenían el tamaño de un perro. Este género parece estar estrechamente emparentado con un género contemporáneo, Probelesodon. En varios aspectos, su anatomía es muy similar a los mamíferos, sin embargo no existe evidencia para considerarlo un ancestro directo. El género coexistió con los primeros dinosaurios, con los cuales compartieron los mismos nichos, lo cual puede explicar la desaparición de depredadores como Chiniquodon.

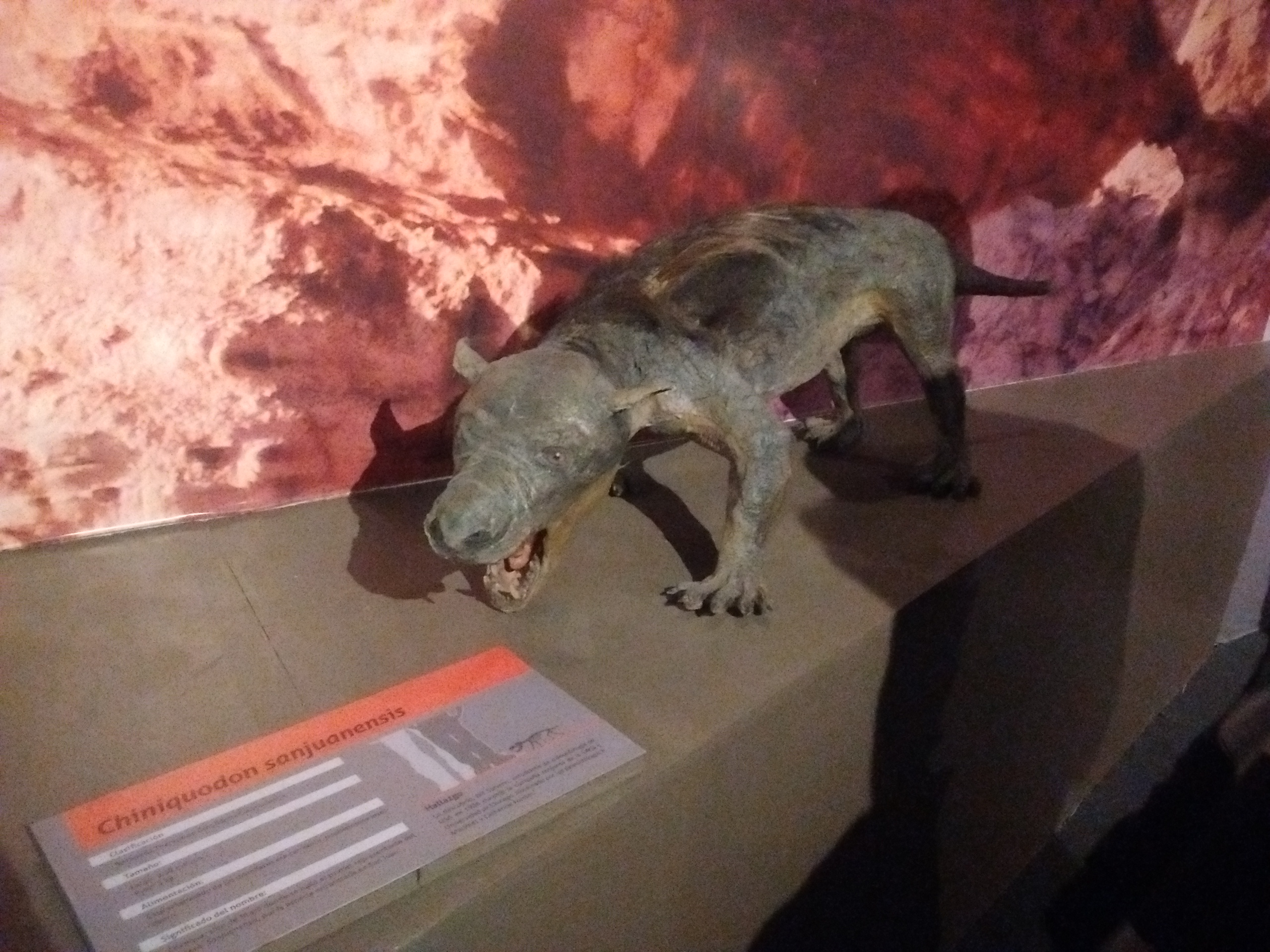
Recreación paleoartística del animal

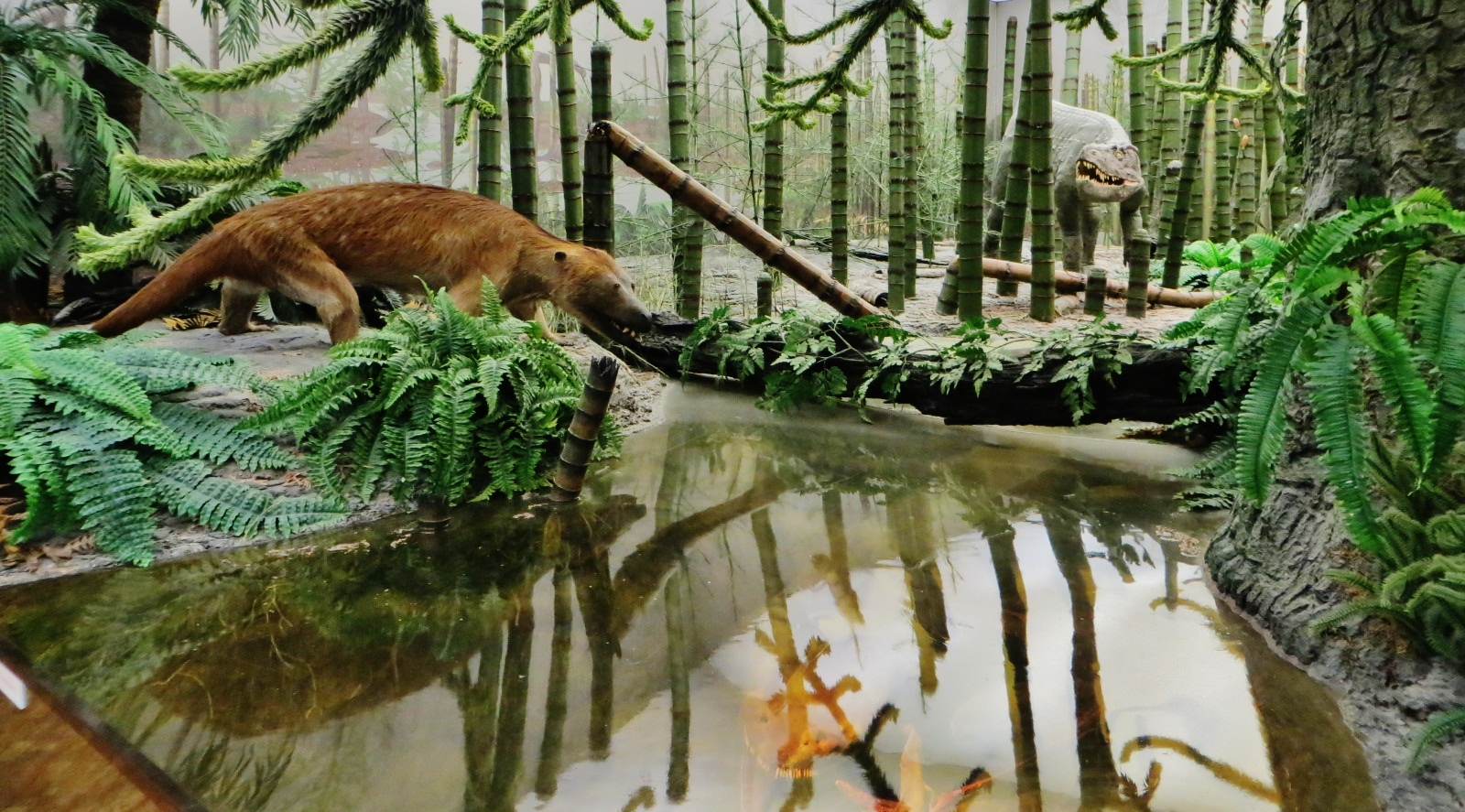
Modelo de Chiniquodon theotonicus (izquierda)

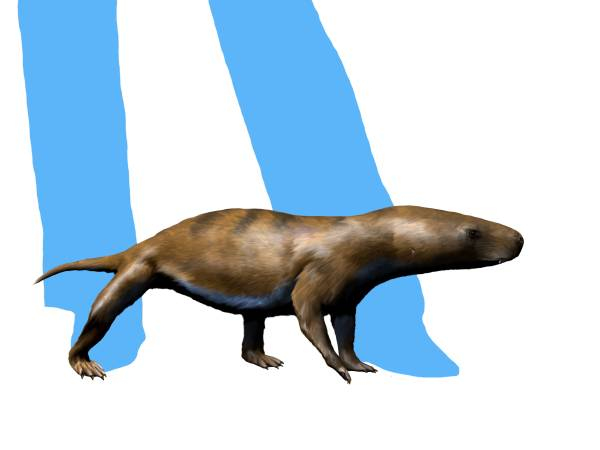
Recreación en vida de Chiniquodon theotonicus.

## Especies
Chiniquodon brasilensis
- Lugar: Sitio Paleontológico Chiniquá, formación Santa María
- País: Brasil, en el geoparque de paleorrota.
- Edad: Carniense, Triásico Superior

Comentario: Depredador del tamaño de un perro, con una longitud craneal de aproximadamente 10 cm. 
Chiniquodon sanjuanensis
- Lugar: Ischigualasto
- País: Argentina
- Edad: Carniano, Triásico Superior

Este cráneo fue reasignado al género en 2002. Se diferencia de Chiniquodon theotonicus a cauda de su dentadura y la forma de su arco cigomático.
Chiniquodon theotonicus
- Lugar: Formación Santa María y Chañares
- País: Brasil y Argentina
- Edad: Carnian (Triásico Superior)

La especie se conoce a partir de algunos cráneos. El holotipo permanece en la colección paleontológica de la Universidad de Tübingen, Alemania.
Chiniquodon kalanoro
- Lugar: formación Makay
- País: Madagascar
- Edad: Ladiniano/Carniano (Triásico Superior)

Esta especie se conoce a partir de una mandíbula (holotipo UA 10607).